# 永昌镇 (杭州市)
永昌镇，中国浙江省西北部杭州市富阳区下辖的一个镇。	

## 行政区划
现辖：
长盘村、永昌村、唐昌村、昌岭村和青何村。